# Оніщук Микола Васильович
Оніщук Микола Васильович  – ректор Національної школи суддів України. Відомий український юрист, науковець, державний та громадський діяч. Народний депутат України IV, V, VI скликань (2002–2007). Міністр юстиції України (2007–2010). Доктор юридичних наук. Заслужений юрист України.

## Життєпис
Народився 26 жовтня 1957 р. у с. Долинівка Брусилівського району Житомирської області.

## Освіта і наукова діяльність
У 1977 р. закінчив Житомирський будівельний технікум, а в 1982 р. з відзнакою – юридичний факультет Київського державного університету ім. Т. Г. Шевченка за спеціальністю “Правознавство”. Протягом 15 років обіймав різні наукові посади: від стажиста-дослідника до старшого наукового співробітника, докторанта в Інституті держави і права ім. В. М. Корецького НАН України. За підсумками конкурсу наукових праць в 1991 р. удостоєний Золотої медалі для молодих вчених НАН України. У 1987 р. захищає дисертацію на здобуття наукового ступеня кандидата юридичних наук, а у 2010 р. – докторську  дисертацію “Конституційні основи референдної демократії в Україні”. М. Оніщук вніс значний вклад у розвиток юридичної науки, зокрема в розробку теоретичних і прикладних проблем конституційного права, удосконалення правосуддя та процесуального законодавства. Автор понад 250 наукових праць, 3 монографій, 1 підручника. У різні роки був членом Ради видавців журналу “Право України”, редколегій журналу “Бюлетень Міністерства юстиції України”, газети “Юридичний вісник України”, редакційної ради “Зібрання законів України”; головою редакційної ради журналу “Судоустрій і судочинство в Україні” (2007).

## Державна і політична діяльність
М. Оніщук один із фундаторів Партії промисловців і підприємців України (2000), заступник, перший заступник голови партії (до 2006);
- 05.2002 – 05.2006 народний депутат України IV скликання, перший заступник  голови Комітету ВР України з питань правової політики (від блоку “За єдину Україну!”);
- 05.2006 – 06.2007 народний депутат України V скликання, перший заступник голови Комітету ВР України з питань правосуддя (від блоку “Наша Україна”);
- 11.2007 – 12.2007 народний депутат України VI скликання (від блоку “Наша Україна – Народна Самооборона”).

У період двох парламентських каденцій підготував і вніс до Верховної Ради України 105 законопроєктів (у т. ч. 15 – інституційних, 22 – з питань судоустрою і здійснення правосуддя, 26 – процесуального законодавства, 42 – соціально-економічного законодавства і підприємницької діяльності), більшість з яких набули чинності. У цьому ряду проєкти законів України: про порядок обрання і звільнення суддів, про Центральну виборчу комісію, про третейські суди, про вибори народних депутатів України, про Кабінет Міністрів України. Під час його роботи на посаді першого заступника голови Комітету ВРУ з питань правосуддя було завершено підготовку і ухвалено парламентом в цілому Цивільний і Господарський кодекси України, Цивільний процесуальний кодекс України, Господарський процесуальний кодекс України, Кодекс адміністративного судочинства України.

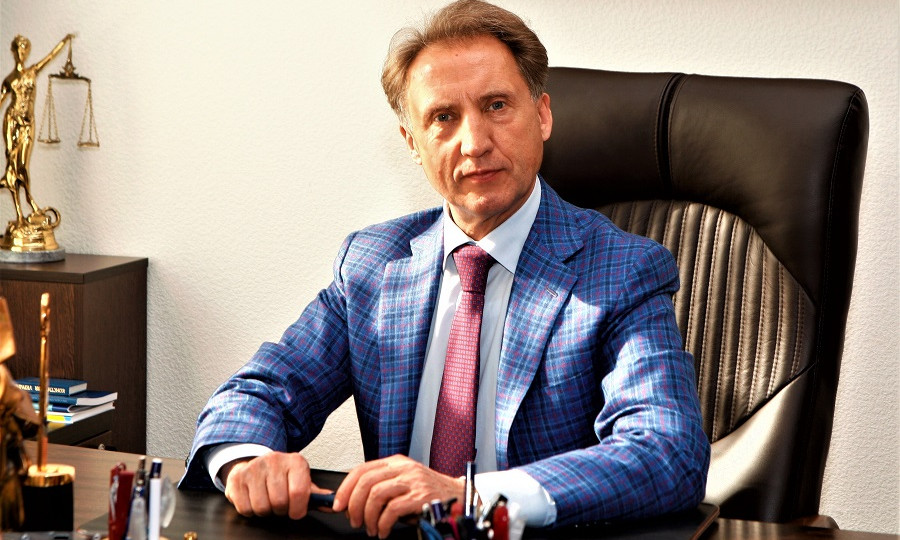

- 12.2007 – 03.2010 Міністр юстиції України, член Вищої ради юстиції (за посадою).

У ці роки під його проводом та участю розроблено і внесено до парламенту 106 законопроєктів, більшість з яких прийнято як закони, у т. ч. 3 проєкти кодексів: Адміністративно-процедурний і Кримінальний процесуальний кодекси України, Кодекс господарського судочинства; проєкти законів України про міністерства та інші центральні органи виконавчої влади, про місцевий референдум, про безоплатну правову допомогу, про адміністративні послуги, про доступ до інформації та багато інших.
- У листопаді 2013 р. очолив Національну школу суддів України – державну установу із спеціальним статусом у системі правосуддя.

Як ректор НШСУ забезпечив реформування суддівської освіти у відповідності до кращих практик країн ЄС. Проєкт Ради Європи “Підтримка впровадженню судової реформи в Україні” у квітні 2019 р. відзначав, що попри наявність багатьох проблем в українському судівництві: “У період з 2014 року… вдалося створити систему навчання, яка відповідає європейським стандартам і сприяла підвищенню якості системи правосуддя”.

## Участь у роботі науково-консультативних рад при вищих органах державної влади
- науковий консультант Комітету Верховної Ради України з питань паливно-енергетичного комплексу, ядерної політики та ядерної безпеки (1997–1999);
- член Міжвідомчої координаційної ради з питань приватизації стратегічно важливих промислових підприємств при Президентові України (1998–2000);
- радник Прем’єр-міністра України (2001–2002);
- член Національної ради соціального партнерства (1997–2000);
- член Наглядової ради Фонду соціального страхування від нещасних випадків на виробництві та професійних захворювань України (1998–2002);
- член Ради Національного банку України (2005–2007);
- голова Національної комісії із зміцнення демократії та утвердження верховенства права (2007-2008);
- член Конституційної Асамблеї (2012);
- член Конституційної комісії (2015);
- член Комісії з питань правової реформи (2019 – по цей час), голова, потім заступник голови робочої групи з питань розвитку законодавства про організацію судової влади та здійснення правосуддя (до 2020).

## Громадська діяльність
Із середини 90-х років М. Оніщук активно прилучається до громадського життя.
- 1997—2010 заступник голови Спілки юристів України, перший заступник голови Спілки юристів України (з 2001);
- 1998—2010 віцепрезидент, перший віцепрезидент Світового Конгресу українських юристів;
- 1999—2006 віцепрезидент громадської спілки «Український союз промисловців і підприємців»;
- 2010—2013 президент Інституту правової політики;
- 2016—2020 перший віцепрезидент громадської спілки «Світовий конгрес українських юристів»;
- 07.2020 президент громадської спілки «Світовий конгрес українських юристів»;
- 2021 — член директорату Європейської організації публічного права (EPLO).
- Входить до Поважної ради Громадської ініціативи «Орден святого Пантелеймона».[1]

## Державні нагороди, почесні звання
- 1999 – орден “За заслуги” ІІІ ступеня;
- 2003 – орден “За заслуги” ІІ ступеня;
- 2007 – орден “За заслуги” І ступеня;
- 2017 – орден князя Ярослава Мудрого V ступеня;
- 2005 – Почесна грамота Верховної Ради України;
- 1993 – почесне звання “Заслужений юрист України”;
- 2010 – почесний професор Київського університету права Національної академії наук України.

## Сімейний стан
Одружений, має трьох доньок.